# Sisyra bella
Sisyra bella is een insect uit de familie sponsvliegen (Sisyridae), die tot de orde netvleugeligen (Neuroptera) behoort. 
Sisyra bella is voor het eerst wetenschappelijk beschreven door Monserrat in 1981.